# Ландшафт

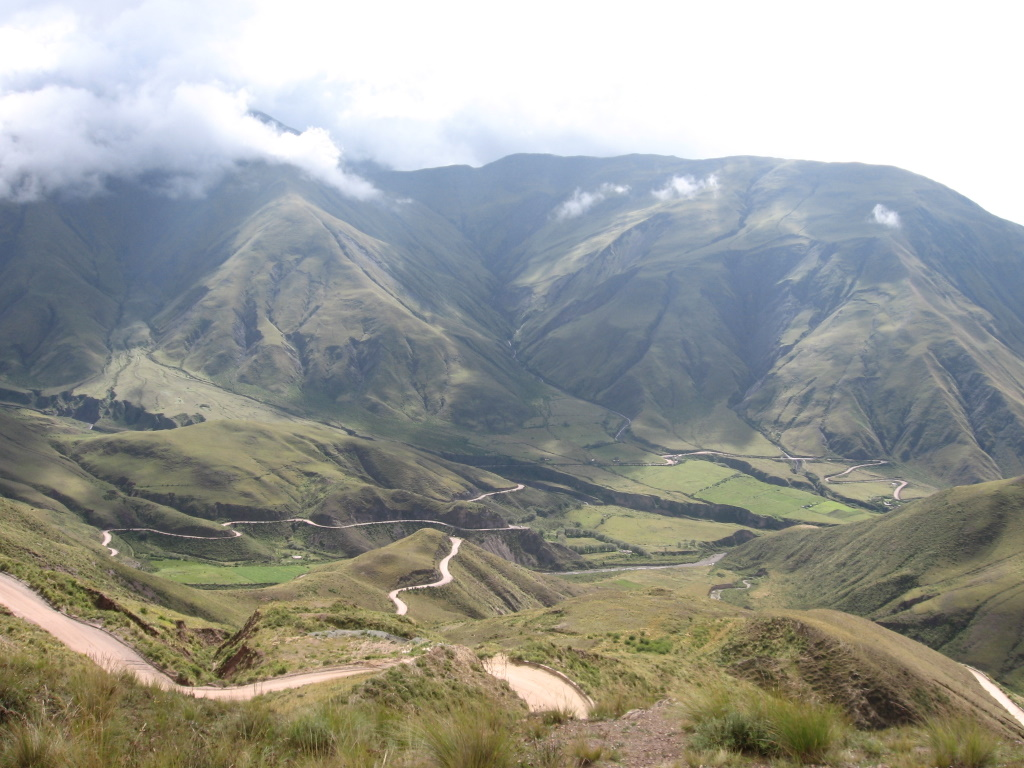
Гірський ландшафт

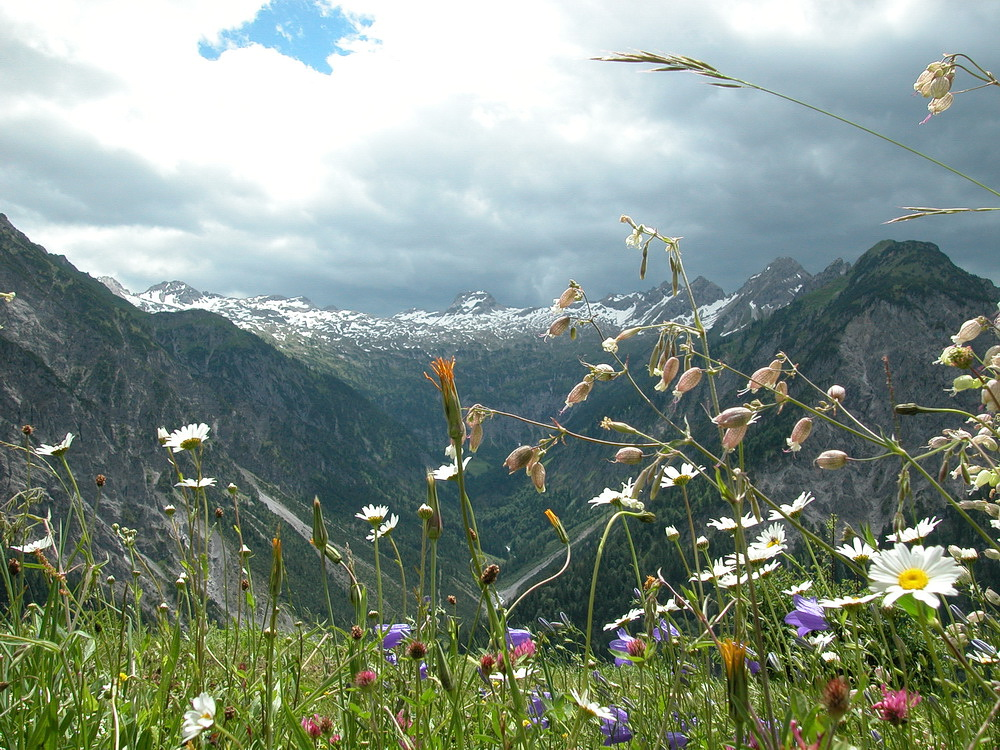
Долина Гросс-Вальзерталь

Ландша́фт (від нім. Landschaft — вигляд простору, краєвид, місцевість) — окрема територія, однорідна за своїм походженням та історією розвитку, неподільна за зональними і азональними ознаками, що має єдину геологічну основу, однотипний рельєф, спільний клімат, відзначається подібним сполученням гідротермічних умов, ґрунтів, біоценозів і певною структурою.
Ландшафт є цілісною частиною географічної оболонки Землі, що утворилася у підсумку складної й тривалої взаємодії усіх дієвих складових планети (клімату, гірських порід, рельєфу, води, повітря, біоти тощо) в певних умовах середовища, і як наслідок — набула своєрідного вигляду в просторі. Відтак, якщо у загальному розумінні, ландшафт — це будь-який простір із властивим виглядом, то у географічному — це простір з притаманним виглядом у межах ландшафтної оболонки Землі.
Ландшафти мають різні розміри: від невеликих локальних утворень (річкові заплави й тераси, ерозійні яри і балки, гляціальні долини і горби тощо), до геологічних утворень регіонального (рівнинні й гірські простори, континенти й океани тощо) й глобального (географічна оболонка Землі) рівня.
Ландшафти поділяють на територіальні (на суші) й аквальні (у водному середовищі), за походжнням — на природні й антропогенні та низку інших. Існує термін «культурний ландшафт», який змістовно є ширшим від антропогенного ландшафту.
У географічній літературі, слідом за Л. С. Бергом, ландшафти іноді називають аспектами.

## Загальнокультурне поняття
Ландша́фт — це доволі однорідна за походженням ділянка географічної оболонки, що формується в результаті тривалої взаємодії компонентів природи на певних територіях: гірських порід, повітря, вод, ґрунтів, рослинності й тваринного світу.

## Історико-географічне поняття
Слово «ландшафт» має німецьке походження (Land — земля, Schaft — стебло) і буквально означає землю, що покрита рослинами.
У історичній регіоналістиці цим терміном означають природний територіальний комплекс, що історично відокремився від інших природно-територіальних комплексів, має притаманне лише йому сполучення клімату й геологічної будови, зі взаємопов'язаними між собою рельєфом, водними ресурсами, флорою і фауною і який цим самим визначає економічні можливості відповідного регіону, зумовлює тип місцевого господарювання, характер міграційних процесів.
Поняття «ландшафт» у історичній регіоналістиці застосовується в дослідженнях тих зв'язків, які в певному історичному (окультуреному) просторі єднають певну спільноту людей з природою, зі створеним руками цієї спільноти середовищем і перетворюють цей простір у її «малу батьківщину», «рідний край». Акцент робиться на конкретній території як особливому історичному топосі (грец. τόπ οσ– місце, місцевість), в якому живуть конкретні люди. Цим самим топос перетворюється на хронотоп (від грец. χρόνοσ– час — і τόπ οσ — місцевість — сутнісний взаємозв'язок часових і просторових відносин), останній поєднує географічний ландшафт з історичною пам'яттю, здійснює трансляцію соціокультурних цінностей від покоління до покоління.
Поняття «ландшафт» дає змогу реконструювати алгоритм самовизначення певної спільноти та належних до неї осіб у їх власному культурному просторі–часі. Ландшафтні особливості є результатом багатогранного за своїми проявами процесу культурної еволюції.

## Класифікація ландшафтів

###### З географічної точки зору
Враховуючи тектонічну будову і рельєф території, у межах України розрізняють два класи ландшафтів — рівнинних та гірських.
Водночас серед рівнинних ландшафтів розрізняють підкласи низовинних та височинних ландшафтів, а серед гірських — передгірних, низькогірних, середньогірних, високогірних та міжгірно-улоговинних. Рівнинні ландшафти об'єднуються у типи: широколистолісові, мішанолісові, лісостепові і степові. Серед степових ландшафтів ще розрізняють три підтипи: північно-, середньо- і південностепові.
Гірські ландшафти Українських Карпат і Криму належать до гірських лучно-лісових і поділяються на декілька підтипів залежно від висотної поясності. Окремими типами є ландшафти Південного берега Криму, а також річкових заплав, озер, боліт.

###### З точки зору впливу людини
Діяльність людини спричиняє зміни природно-територіальних комплексів та їх компонентів.
Розрізняють природні та антропогенні (в інших джерелах — природно-антропогенні) ландшафти.
Природний ландшафт складається з природних, взаємодіючих один з одним компонентів, які формуються під впливом природних фізико-географічних процесів — ландшафтоутворюючих факторів. Антропогенні ландшафти сформувалися під впливом господарчої діяльності людини і складаються з природних та змінених людиною компонентів.
Антропогенні компоненти ландшафтів — це населені пункти, сільськогосподарські лани, дороги, сади, пасовиська, меліоративні системи, лісонасадження, заповідники, міста відпочинку тощо. Для природних ландшафтів характерне повне саморегулювання, а розвиток антропогенних ландшафтів відбувається за умов більшого або меншого порушення природної саморегуляції аж до практичного зникнення її ролі. Серед природно-антропогенних ландшафтів розрізняють сільськогосподарські, лісогосподарські, водогосподарські, промислові, ландшафти населених пунктів, рекреаційні (зв'язані із сферою відпочинку людей).

## Ландшафти України
У зв'язку із значною освоєністю території України природно-антропогенні ландшафти значно переважають над природними. Не змінених діяльністю людини природних ландшафтів майже не залишилося, а мало змінені складають менше 20 % території країни. На жаль, дуже малий відсоток території України належить до природоохоронних ландшафтів, де охороняються різні компоненти природи.
Активний вплив людини на природні ландшафти на території України розпочався з розвитком орного землеробства ще у VI — V тисячолітті до н. е. Заснуванням грецьких колоній на чорноморському узбережжі у VII — III ст. до н. е. дало початок формуванню міських ландшафтів. До XVI — XVIII ст. люди активно перетворювали лісові ландшафти на сільськогосподарські. З XVI ст. почалося інтенсивне освоєння лісостепу, а з кінця XVIII ст. — плуг вперше пройшовся українським степом. Упродовж XIX ст. там майже суцільно запанували сільськогосподарські ландшафти, змінивши природні. У Передкарпатті, степовому Придніпров'ї та Донбасі на основі видобутку корисних копалин з'явилися промислові ландшафти.

## Законодавче регулювання
У 2000 році Україна підписала та у 2005 році ратифікувала Європейську ландшафтну конвенцію, цілями якої є сприяння охороні, регулюванню та плануванню ландшафтів, а також організація європейської співпраці з питань ландшафту.
У 2012 році Верховна Рада України ухвалила Закон «Про ландшафти», спрямований на забезпечення охорони, регулювання та планування ландшафтів з метою їх збереження та невиснажливого використання для задоволення екологічних, культурних, оздоровчих, економічних та інших потреб суспільства.